# 翟寅清
翟寅清，山东掖县（今山东莱州）人，是一名清朝政治人物。拔贡生出身。
翟寅清曾于1864年接替李克勒任青浦县知县一职，1865年由沈伟田接任。